# Мадара (компанія)
Мадара — болгарська акціонерна компанія, заснована в 1991 році після трансформації КТА «Мадара», власника заводу «Мадара» в Шумені, який виробляв вантажівки «Мадара» (ліцензовані LIAZ) і ГАЗ.

## Історія

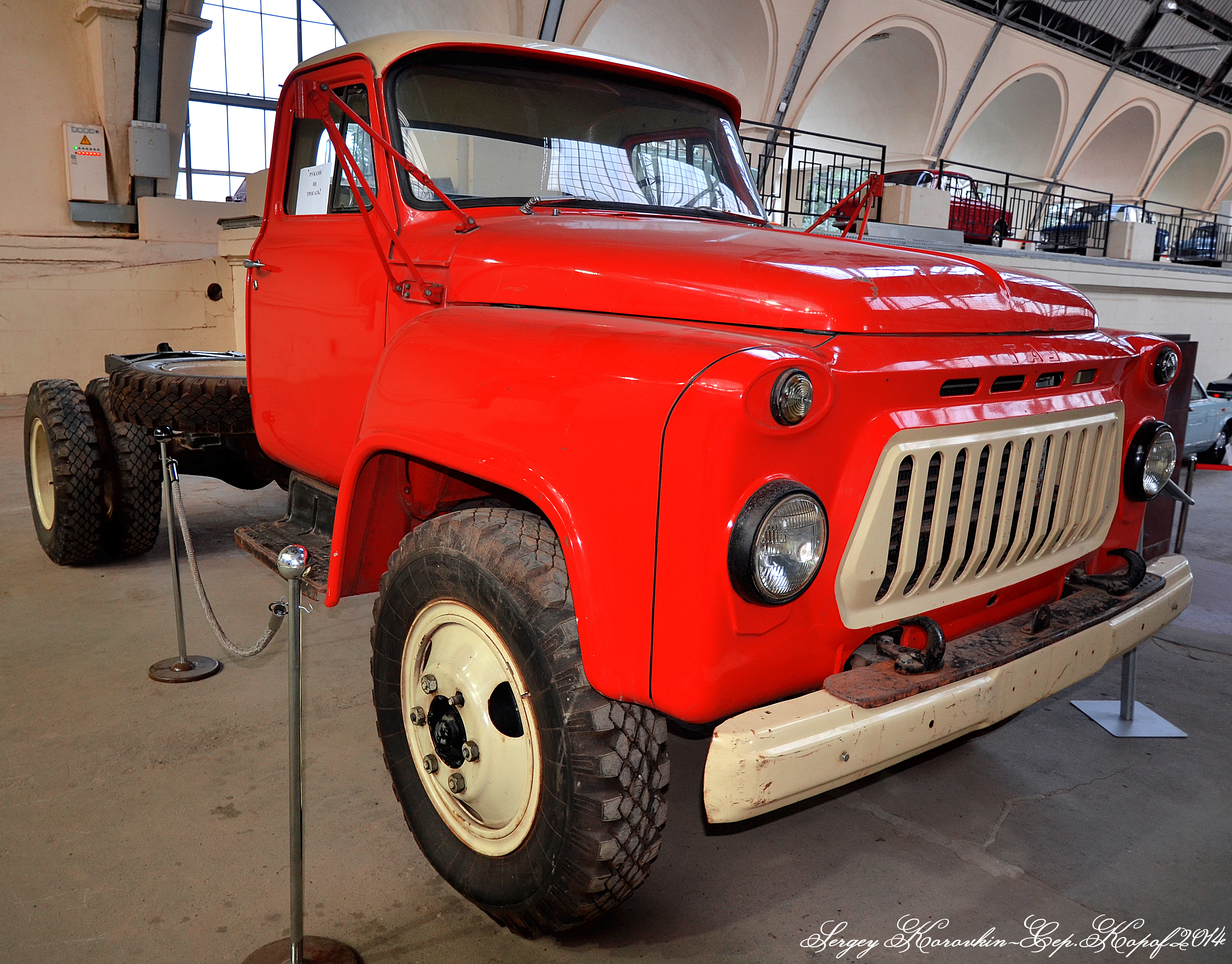
Вантажний автомобіль ГАЗ-53А

Рішення про створення заводу вантажівок «Мадара» поклало офіційний початок болгарській автомобільній промисловості.
Будівництво підприємства почалося за допомогою радянських фахівців поблизу Шумена в 1954 році. На момент відкриття в 1957 році воно мало ливарний, ковальсько-пресовий і механічний цехи . Того ж року тут почалося виробництво автозапчастин, таких як клапани, вали та шестерні.
На початку 1960-х років за участю інженерної бригади московського автомобільного заводу «ЗІЛ» почалося розширення заводу, реорганізація роботи та створення складальних ліній.
У 1963 році було освоєно виробництво передніх мостів, а в 1965 році — задніх мостів для вантажівок ГАЗ-51, а незабаром після цього в Шумені почали виготовляти мости для радянських вантажних автомобілів ГАЗ-53А. Невдовзі ця продукція стала головним пріоритетом заводу і практично зайняла близько 50 % його виробничих потужностей.
На початку 1966 року на Мадарському заводі було прийнято рішення про початок складання радянських вантажівок ГАЗ. У той час, крім переднього і заднього мостів, тут також випускалося самохідне шасі типу 22 — малопотужний універсальний чотириколісний тягач вантажопідйомністю 1 тонна.
У травні 1967 року в Шумені була виготовлена перша серія з 5 вантажівок ГАЗ-53А (спочатку вони пропонувалися в Болгарії під назвою Rila 7, але не зуміли закріпитися в серійному виробництві заводу). До кінця 1967 року на заводі було зібрано 200 одиниць.
До 1968 року з заводу вже виходило 200 вантажівок на місяць, а у вересні того ж року був введений в експлуатацію новий складальний цех, розташований на площі 80 акрів.

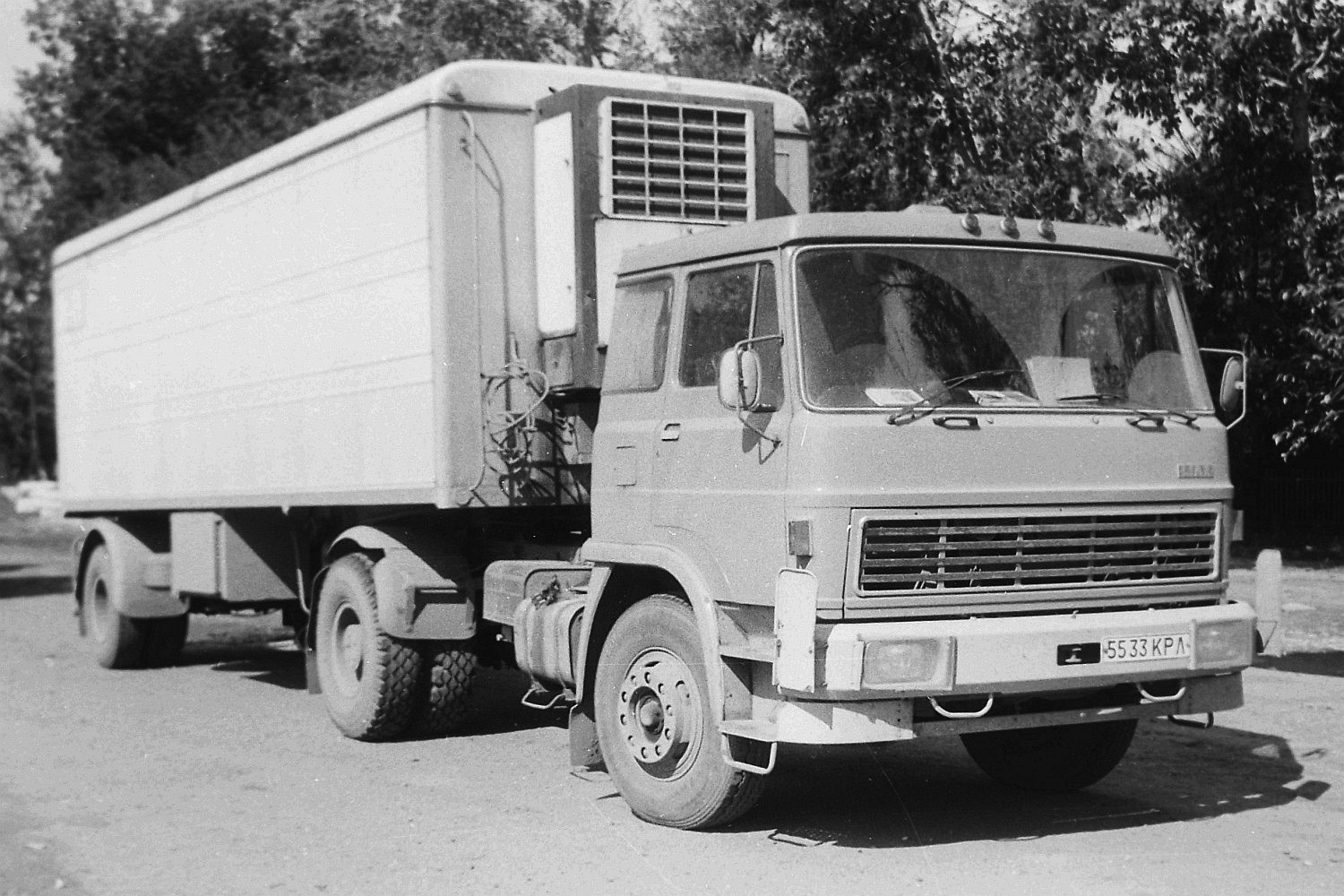
LIAZ-100

У вересні 1969 року завод «Мадара» дебютував на міжнародному ярмарку в Пловдиві, де показав чотири моделі — базовий ГАЗ-53А, два його варіанти (з подовженим шасі і самоскидом) і дослідну модель, оснащену з дизельним двигуном болгарського виробництва потужністю 80 к.с., виготовленим за ліцензією Perkins на варненському моторному заводі «Василь Коларов». Разом з ними на цьому ж виставковому стенді були виставлені і дві вантажівки Skoda-LIAZ, збірка яких також була освоєна наступного року в Шумені.
У жовтні 1969 року зі складального цеху в Шумені вийшов 5-тисячний вантажний автомобіль ГАЗ, зібраний у Болгарії.
4 лютого 1970 року Чехословаччина і Болгарія підписали 10-річну угоду про співпрацю у виробництві вантажівок. Через рік було підписано довгострокову угоду між ДСО «Автопром» і Генеральною дирекцією чехословацьких автомобільних заводів на виробництво задніх мостів вантажних автомобілів.
У 1980 році «Мадара» прийняло на озброєння новий тип задніх мостів МП, якими оснащувався сучасний ЛІАЗ серії 100.
Нова модель ЛІАЗ має 6-циліндровий турбований двигун з безпосереднім уприскуванням. Перші пробні випробування зійшли з конвеєра Madara наприкінці 1980 року.
17 липня 1981 року в Шумені була підписана нова угода про співробітництво в галузі машинобудування між Чехословаччиною та Болгарією, яка охоплювала період 1981—2000 років, згідно з якою Болгарія стала найбільшим, а після 1983 року єдиним виробником передні, середні та задні мости двигуна до вантажних автомобілів ЛІАЗ. Там також планується, що до середини 1980-х Madara виготовить близько 130 тис. мостів для потреб обох країн і збере 15 тис. вантажівок, 2 тис. з яких будуть нової моделі 100.
Виробництво так званих «старих» вантажівок було остаточно припинено в 1988 році, до того часу було зібрано лише кілька невеликих серій нового тягача ЛІАЗ 100.471. У 1987 році була освоєна збірка ЛІАЗ 100.050, а через рік — пізніше в Шумен почали збирати всі моделі серії 110, такі як 110.010, 110.030, 110.850 і тягачі для міжнародних перевезень 110.471 і 110.551, максимальна потужність яких досягає 290 і 305. к.с. відповідно.

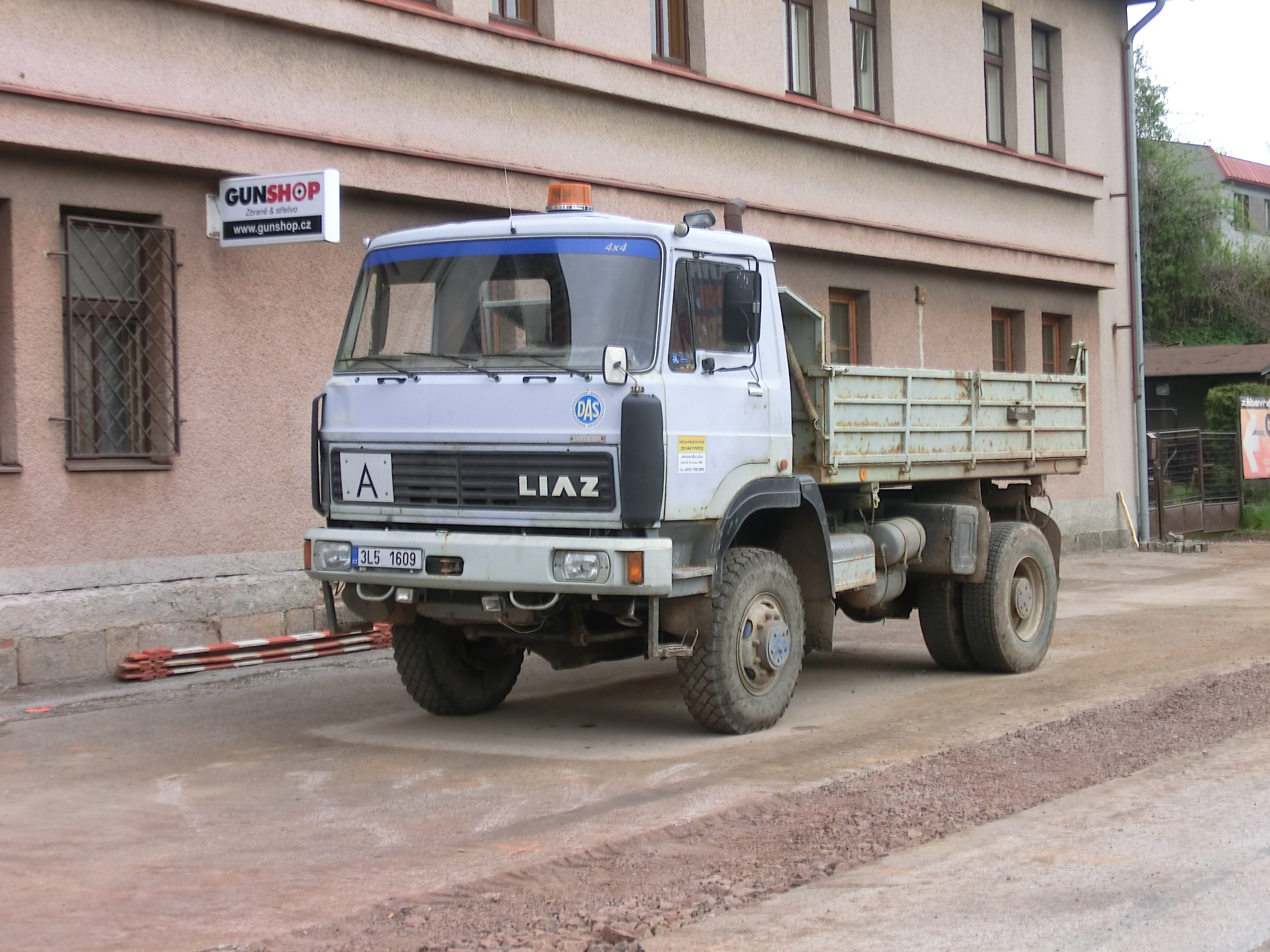
LIAZ-151.261

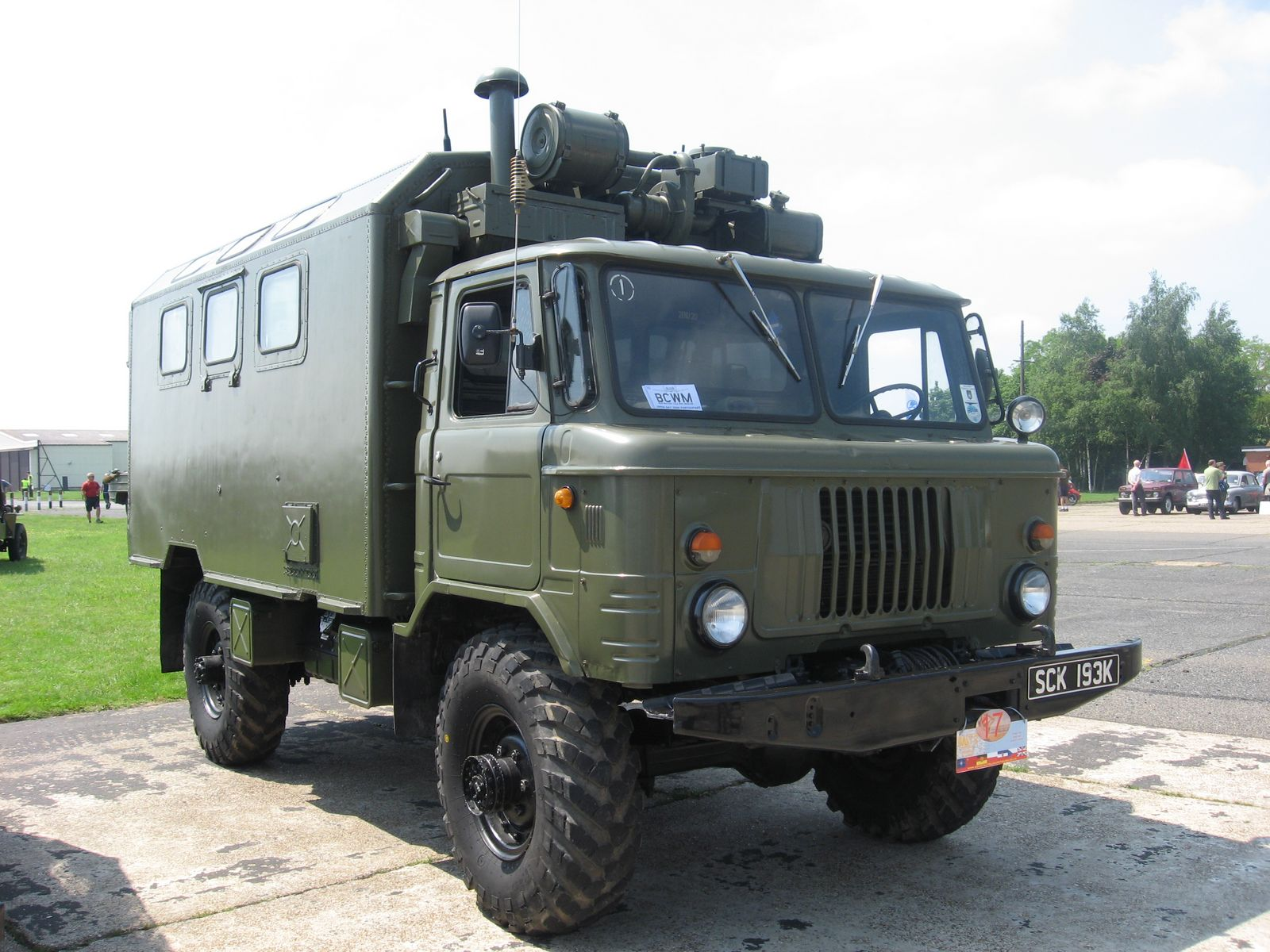
Спеціальна машина на базі ГАЗ-66

На початку 1989 року «Мадара» освоїла виробництво самоскидів ЛІАЗ 150 260, а в кінці того ж року перші самоскиди з подвійною передачею типу 151, а також перші 1000 одиниць ГАЗ-66.
З цього періоду середньорічне виробництво на Мадарському заводі включає близько 3000 вантажівок ГАЗ-53А та ще 3200 ЛІАЗів.
У 1991 році «Мадара» було перетворено в акціонерне товариство, а в 1999 році комбінат було приватизовано і 85 % його акцій стало власністю компанії SFK Ltd. На той час завод мав кілька цехів, які займали 246 000 м² і відкриту площу ще 710 000 м².
У той період середня ціна вантажівки ЛІАЗ-Мадара становила близько 55 000 доларів, але до 2000 року вона була знижена на 7-10 % залежно від типу модернізації. Цей стратегічний крок із залучення нових клієнтів не приніс очікуваного результату, і виробництво вантажівок у Шумені впало до критичної позначки в 40 проданих одиниць за весь 2000 рік. Водночас виробництво ЛІАЗ 100 у самій Чехії скоротилося. було зупинено.
Фабрика працює і сьогодні. Асортимент продукції — навісне сільськогосподарське обладнання.